# Comuna de Stolno
Stolno (polaco: Gmina Stolno) é uma gminy (comuna) na Polónia, na voivodia de Cujávia-Pomerânia e no condado de Chełmiński. A sede do condado é a cidade de Stolno.
De acordo com os censos de 2004, a comuna tem 5201 habitantes, com uma densidade 52,8 hab/km².

## Área
Estende-se por uma área de 98,43 km², incluindo:
- área agrícola: 79%
- área florestal: 13%

## Demografia
Dados de 30 de Junho 2004:
|                      | Total   | Total | Mulheres | Mulheres | Homens  | Homens |
| -------------------- | ------- | ----- | -------- | -------- | ------- | ------ |
|                      | pessoas | %     | pessoas  | %        | pessoas | %      |
| População            | 5201    | 100   | 2583     | 49,7     | 2618    | 50,3   |
| Densidade (pop./km²) | 52,8    | 100   | 26,2     | 26,2     | 26,6    | 26,6   |

De acordo com dados de 2005, o rendimento médio per capita ascendia a 2067,64 zł.

## Subdivisões
- Cepno
- Gorzuchowo
- Grubno
- Małe Czyste
- Obory
- Paparzyn
- Pilewice
- Robakowo
- Rybieniec
- Sarnowo
- Stolno
- Trzebiełuch
- Wabcz

## Comunas vizinhas
- Chełmno, Chełmno, Grudziądz, Kijewo Królewskie, Lisewo, Papowo Biskupie, Płużnica